# William Petre (4e baron Petre)
William Petre, 4e baron Petre (1626 – 5 janvier 1684) est un pair anglais et victime du complot papiste.
Petre est le fils aîné de Robert Petre, troisième baron Petre (1599-1638), et de Mary (1603-1685), fille d'Anthony-Maria Browne, deuxième vicomte Montagu, qui a été arrêté en relation avec la Conspiration des Poudres en 1605.
Petre est ouvertement catholique romain. Une tempête politique éclate en 1678, lorsque Titus Oates allègue, avec le soutien de Lord Shaftesbury, que Petre est impliqué dans l'imaginaire complot papiste visant à assassiner Charles II, qu'il fait partie d'une conspiration visant à réimposer la foi catholique en Angleterre et qu'il a été nommé par les Jésuites lieutenant-général d'une armée catholique d'invasion. Petre est arrêté et accusé de haute trahison, avec quatre autres pairs catholiques, Lord Arundel de Wardour, le comte de Powis, Lord Stafford et Lord Bellasyse. Il est emprisonné dans la Tour de Londres et plaide non coupable, mais aucun procès n'a jamais lieu.
En novembre 1678, Charles II donne la sanction royale au deuxième Test Act qui exclut tous les pairs catholiques, dont Petre, de la Chambre des Lords. Cependant, le manque de preuves pour étayer l'accusation de haute trahison et l'affaiblissement des Whigs en 1681-1682 réduisent les chances de condamnation de Petre, et il continue d'être détenu sans procès.
En août 1683, Petre prédit qu'il serait « innocenté vers le printemps prochain », mais sa santé se détériore ensuite. En décembre, Lady Petre demande en vain à Charles II de libérer son mari pour des raisons médicales. S'attendant à mourir, Petre rédigea une déclaration finale pour défendre les catholiques romains contre les accusations de « complot papiste ». Il meurt le 5 janvier 1684.

## Biographie
William Petre est le fils aîné de Robert Petre, 3e baron Petre (1599-1638) et de son épouse Mary Browne et le neveu de William Petre (en), le traducteur de Ribadeneira. Il n'a que onze ans lorsque son père meurt, ce qui fait de lui un pupille du roi. Il passe son enfance sous la garde de Spencer Compton, 2e comte de Northampton. Les finances de la famille sont mises à rude épreuve lorsque la première guerre civile anglaise éclate. William, le jeune Lord Petre, est un royaliste combattant dans le Warwickshire. Ses domaines sont saisis par le Commonwealth et, en 1644, Henry Vane le Jeune propose à la Chambre des communes une ordonnance visant à lever 3 000 £ sur le domaine de Lord Petre pour le recrutement du régiment de cavalerie du colonel Harvey.

### Guerre civile
Les domaines de l'Essex et de Londres sont initialement séquestrés pour délinquance et récusation ; Petre est innocenté de l'accusation de délinquance en février 1647. S'il récupère un tiers de ses biens, le Commonwealth charge différents intendants de veiller à ce que les loyers soient correctement répartis, un tiers allant à Petre et deux tiers au Parlement. Le domaine est alors loué à Chaloner Chute pour 1 300 £, et il y a de nombreuses difficultés dans la répartition des paiements obligatoires. Lord Petre, cependant, réussit à obtenir une part supérieure à son tiers et, en 1647, le tribunal local rapporte qu'il tient des tribunaux à Ingatestone en privé et qu'il a gagné plusieurs milliers de livres. Au fur et à mesure que la guerre progresse il perd les deux tiers de ses terres du Devon. Petre a recours à de nombreuses tactiques pour utiliser pleinement les terres qu'il conserve, pour couvrir ses pertes en capital et pour retarder ou alléger ses paiements à ses personnes à charge.
Peter Wheetcombe ne semble pas avoir donné entière satisfaction en tant qu'intendant, car en 1650, Lord Petre fait convoquer Peter Wheetcombe et d'autres pour avoir coupé et emporté du bois de son domaine. Ce à quoi ils plaident en défense l'ordre du Parlement de récolter 3 000 £ grâce à la vente de son bois. Whetcombe plaide en outre qu'il a seulement coupé et vendu du bois et des sous-bois pourris. Arthur Barnardiston est nommé et, peu de temps après, M. Richard Greaves, de Lincoln's Inn, occupe le poste et reçoit l'ordre de tenir la justice sur le domaine de Lord Petre. Néanmoins, en 1651, les dettes de Petre, avec séquestre, représentent vingt fois ses revenus, et bien que toutes les dettes ne soient pas exigibles immédiatement, il est sous une pression qui n'est pas gérable.
En 1652, il doit vendre une partie de son héritage. L'alternative à la vente de ses domaines est de renoncer à sa foi catholique. Il choisit cette alternative et, en mai 1652, il prête le serment d'abjuration devant le lord-maire de Londres, John Kendrick. Par cet acte d'apostasie, Petre récupère ses biens, mais il ressort clairement de sa dernière lettre, écrite dans la Tour à Charles II peu avant sa mort, qu'il est mort catholique. Aucune amende de composition n'est infligée et la mise sous séquestre de ses domaines est levée le 29 juin 1652. Cet acte ouvre la voie au rétablissement et Petre, parfois avec l'aide des administrateurs, réussit à rétablir les finances de la famille. En décembre 1658, le principal de la dette est tombé à 12 150 £, tandis que les intérêts annuels sur la dette sont de 2 708 £.
En 1655, Lord Petre se déclare malade et boiteux et demande qu'il puisse être interrogé sur ses affaires dans son propre logement, ce qui lui est accordé. Il est l'un des « cavaliers » royalistes emprisonnés à Oxford en 1655, mais jusqu'à un âge avancé, il ne fait rien pour attirer l'attention du public. En 1658, il est en détention et cherche pour lui et ses domestiques des laissez-passer pour la France ou au-delà des mers.

### Mariage
Sa première épouse, Elizabeth Savage, (décédée en 1665) est la fille de John Savage, 2e comte Rivers et de sa première épouse Catherine Parker. Elle est notoirement dépensière et peu scrupuleuse quant au paiement de ses dettes. Dans son journal, Samuel Pepys, qui est agent de son parent William Joyce, un marchand qui tente de recouvrer une dette qui lui est due par Lady Petre, ne cache pas son opinion sur elle "une jade ivre" et une "femme obscène", bien qu'il ait admis qu'elle était belle et pleine d'entrain. Elle pouvait également se montrer particulièrement vindicative, comme William Joyce l'a découvert à ses dépens lorsqu'elle intente une demande reconventionnelle contre lui et le fait emprisonner pour défaut de paiement. Pepys tente une médiation mais la trouve implacable, affirmant qu'elle se vengerait même si cela impliquait d'aller en enfer. On disait que son mari la trouvait impossible à vivre : Pepys lui-même les voyait se disputer en public.
Lady Petre est décédée en juillet 1665. Bien qu'elle ait alors été séparée de son mari, elle est enterrée dans le caveau familial de Lord Petre. William vit tranquillement dans cette retraite imposée aux catholiques, exclus de toute influence, mais en tant que fervent catholique romain, il attire involontairement sur lui l'attention du parjure Titus Oates et se retrouve embarqué dans l'imaginaire " Complot papiste ".

### Complot papiste
En 1678, Oates jure dans sa déposition devant Edmund Berry Godfrey (en) qu'il a vu « Lord Petre recevoir une commission de lieutenant général de l'armée papiste destinée à l'invasion de l'Angleterre des mains du Père d'Oliva (c'est-à-dire Giovanni Paolo Oliva), le général des Jésuites.
À un certain substrat de vérité (par exemple, tous les prêtres qu'il a cités existent et il en connait personnellement certains, et Oliva est le supérieur général des jésuites), Titus Oates ajoute de nombreux mensonges, rendant extrêmement difficile d'établir des faits et de nombreuses personnes sont injustement condamnées et punies. Il répète ces déclarations devant la Chambre des Communes en octobre 1678, et la Chambre fait immédiatement comparaître le Lord Chief Justice William Scroggs (en) et lui demande d'émettre des mandats d'arrestation contre toutes les personnes mentionnées dans les informations d'Oates.
William Petre est arrêté avec quatre autres seigneurs catholiques - Powis, Belasyse, Arundel et Stafford - qui sont également accusés d'être destinés à de hautes fonctions sous le régime jésuite. Petre est incarcéré dans la Tour le 28 octobre 1678. Certains de ceux qui, prétendait-on, avaient été complices du complot, sont jugés et soit exécutés, soit acquittés, mais d'autres sont maintenus en détention pendant des années sans procès. Lord Petre est l'un d'entre eux. Les Communes publient des articles contre lui en avril 1679. Pendant une courte période, il a comme codétenu Samuel Pepys, accusé d'être papiste et d'avoir vendu des informations sur la Marine aux Français.
Pourtant, malgré les demandes répétées d'un procès de la part des amis des prisonniers, et malgré les clameurs des partisans d'Oates, aucune autre mesure n'est prise jusqu'au 23 juin 1680, lorsque le comte de Castlemaine, qui a ensuite été commis, est jugé et acquitté. Quelques mois plus tard, le vicomte Stafford est jugé, condamné et exécuté, mais les commanditaires du complot ne tirent aucun bénéfice de sa mort, et rien n'est dit du procès des autres « seigneurs papistes », bien que le gouvernement n'ait pris aucune mesure pour les libérer. Ce qui sauve Petre et les autres pairs de l'échafaud, est la mort de l'informateur William Bedloe (en) en août 1680. En vertu de la loi anglaise, deux témoins oculaires sont requis pour prouver un acte de trahison, et aussi injustes soient généralement les procès pour complot, les juges étaient scrupuleux dans l'observation de cette règle. Hormis Titus Oates, il ne reste aucun témoin contre Petre ni aucun témoin solide contre les trois autres.
Leur emprisonnement ne semble pas avoir été très rigoureux. Néanmoins, Petre, qui est déjà un vieil homme, connait des problèmes de santé, et quand, à l'automne 1683, il sent qu'il ne lui reste plus longtemps à vivre, il écrit au roi. Cette lettre est imprimée et provoque quelques « observations » protestantes, qui sont à leur tour sévèrement critiquées dans « une paire de lunettes pour M. Observer ; ou des remarques sur les observations fanatiques sur la lettre de monseigneur Petre, peut-être de la plume prolifique de Roger L'Estrange. Lord Petre a la chance de ne pas perdre la tête, mais il proteste en vain de son innocence et il est condamné à rester en détention.

### Mort
Le baron Petre est mort avant que quoi que ce soit ne soit fait le 5 janvier 1684. Il n'est pas mort en vain, car aussitôt, la compassion du public anglais est attirée sur tous les prisonniers du prétendu complot. Une ordonnance d'habeas corpus est délivrée le 12 février 1684 et les juges du Banc du Roi déclarent que ces hommes auraient dû depuis longtemps être mis en liberté sous caution. La mort de Petre a beaucoup contribué à sensibiliser aux handicaps dont souffrent les catholiques, et aucun catholique n'a été exécuté pour sa religion après sa mort. Le baron Petre est enterré parmi ses ancêtres à Ingatestone le 10 janvier 1684 et déposé dans l'ancien caveau familial. Il n'y a aucun monument ni dalle placé dans l'église à sa mémoire, probablement parce qu'il n'a laissé aucun fils et une seule fille, Mary, de sa seconde épouse, Bridget (1652-1695), fille de John Pincheon de Writtle. Mary, née à Covent Garden le 25 mars 1679, épouse le 14 avril 1696 George Heneage de Hainton dans le Lincolnshire et est décédée le 4 juin 1704.

## Sources
- (en) John Callow, « Petre, William, fourth Baron Petre (1625/6–1684), nobleman and victim of the Popish Plot », dans Oxford Dictionary of National Biography
- (en) Charles Kidd (dir.) et David Williamson (dir.), Debrett's Peerage and Baronetage, New York, St Martin's Press, 1990
- (en) J.P. Kenyon, The Popish Plot, Phoenix Press (réimpr. 2000)
- Diary of Samuel Pepys
- Diary of John Evelyn
- Charles Mosley (dir.), Burke's Peerage, Delaware, 2003, 107e éd.